# Tennistavolo ai Giochi della XXXII Olimpiade - Squadre femminile
Il torneo a squadre femminile di tennistavolo si è svolto dal primo al 5 agosto 2021 al Tokyo Metropolitan Gymnasium di Tokyo.
Il torneo è stato vinto dalla squadra cinese.

## Teste di serie
| Rank | Squadra       | Atlete (ranking al 19 luglio) | Atlete (ranking al 19 luglio) | Atlete (ranking al 19 luglio) |
| ---- | ------------- | ----------------------------- | ----------------------------- | ----------------------------- |
| 1    | Cina          | Chen Meng                     | Wang Manyu                    | Sun Yingsha                   |
| 2    | Giappone      | Miu Hirano                    | Kasumi Ishikawa               | Mima Ito                      |
| 3    | Germania      | Han Ying                      | Shan Xiaona                   | Petrissa Solja                |
| 4    | Hong Kong     | Doo Hoi Kem                   | Lee Ho Ching                  | Minnie Soo Wai Yam            |
| 5    | Taipei cinese | Chen Szu-yu                   | Cheng Hsien-tzu               | Cheng I-ching                 |
| 6    | Singapore     | Feng Tianwei                  | Lin Ye                        | Yu Mengyu                     |
| 7    | Corea del Sud | Choi Hyo-joo                  | Jeon Ji-hee                   | Shin Yubin                    |
| 8    | Romania       | Daniela Dodean                | Elizabeta Samara              | Bernadette Szőcs              |
| 9    | Stati Uniti   | Juan Liu                      | Huijing Wang                  | Lily Zhang                    |
| 10   | Ungheria      | Dora Madarasz                 | Szandra Pergel                | Georgina Pota                 |
| 11   | Polonia       | Natalia Bajor                 | Li Qian                       | Natalia Partyka               |
| 12   | Austria       | Liu Jia                       | Liu Yuan                      | Sofia Polcanova               |
| 13   | Francia       | Stephanie Loeuillette         | Prithika Pavade               | Jia Nan Yuan                  |
| 14   | Egitto        | Farah Abdelaziz               | Yousra Helmy                  | Dina Meshref                  |
| 15   | Brasile       | Caroline Kumahara             | Bruna Takahashi               | Jessica Yamada                |
| 16   | Australia     | Michelle Bromley              | Jian Fang Lay                 | Melissa Tapper                |

## Risultati
| Ottavi di finale | Ottavi di finale | Ottavi di finale |  |  | Quarti di finale | Quarti di finale | Quarti di finale |  |  | Semifinale | Semifinale | Semifinale |  |                 | Finale          | Finale          | Finale |
|                  |                  |                  |  |  |                  |                  |                  |  |  |            |            |            |  |                 |                 |                 |        |
| 1                | Cina             | 3                |  |  |                  |                  |                  |  |  |            |            |            |  |                 |                 |                 |        |
| 12               | Austria          | 0                |  |  | 1                | Cina             | 3                |  |  |            |            |            |  |                 |                 |                 |        |
| 13               | Francia          | 0                |  |  | 6                | Singapore        | 0                |  |  |            |            |            |  |                 |                 |                 |        |
| 6                | Singapore        | 3                |  |  |                  |                  |                  |  |  | 1          | Cina       | 3          |  |                 |                 |                 |        |
| 7                | Corea del Sud    | 3                |  |  |                  |                  |                  |  |  | 3          | Germania   | 0          |  |                 |                 |                 |        |
| 11               | Polonia          | 0                |  |  | 7                | Corea del Sud    | 2                |  |  |            |            |            |  |                 |                 |                 |        |
| 16               | Australia        | 0                |  |  | 3                | Germania         | 3                |  |  |            |            |            |  |                 |                 |                 |        |
| 3                | Germania         | 3                |  |  |                  |                  |                  |  |  |            |            |            |  |                 | 1               | Cina            | 3      |
| 4                | Hong Kong        | 3                |  |  |                  |                  |                  |  |  |            |            |            |  |                 | 2               | Giappone        | 0      |
| 15               | Brasile          | 1                |  |  | 4                | Hong Kong        | 3                |  |  |            |            |            |  |                 |                 |                 |        |
| 14               | Egitto           | 0                |  |  | 8                | Romania          | 1                |  |  |            |            |            |  |                 |                 |                 |        |
| 8                | Romania          | 3                |  |  |                  |                  |                  |  |  | 4          | Hong Kong  | 0          |  |                 |                 |                 |        |
| 5                | Taipei cinese    | 3                |  |  |                  |                  |                  |  |  | 2          | Giappone   | 3          |  |                 |                 |                 |        |
| 9                | Stati Uniti      | 0                |  |  | 5                | Taipei cinese    | 0                |  |  |            |            |            |  | Finale 3º posto | Finale 3º posto | Finale 3º posto |        |
| 10               | Ungheria         | 0                |  |  | 2                | Giappone         | 3                |  |  |            |            |            |  |                 | 3               | Germania        | 1      |
| 2                | Giappone         | 3                |  |  |                  |                  |                  |  |  |            |            |            |  |                 | 4               | Hong Kong       | 3      |